# Acrocercops demotes
Acrocercops demotes là một loài bướm đêm thuộc họ Gracillariidae. Loài này có ở México. Nó được miêu tả bởi Walsingham, Lord Thomas de Grey, năm 1914.